# RasenBallsport Leipzig 2025-2026
Questa voce raccoglie le informazioni riguardanti il RasenBallsport Leipzig nelle competizioni ufficiali della stagione 2025-2026.

## Divise e sponsor
Lo sponsor tecnico per la stagione 2025-2026 è Puma.
| Casa | Trasferta | Terza divisa |

## Rosa
Rosa e numerazione aggiornati al 16 agosto 2025 
| N. |                        | Ruolo | Calciatore             |
| -- | ---------------------- | ----- | ---------------------- |
| 1  | Ungheria (bandiera)    | P     | Péter Gulácsi          |
| 3  | Paesi Bassi (bandiera) | D     | Lutsharel Geertruida   |
| 4  | Ungheria (bandiera)    | D     | Willi Orbán (capitano) |
| 5  | Francia (bandiera)     | D     | El Chadaille Bitshiabu |
| 6  | Paesi Bassi (bandiera) | C     | Ezechiel Banzuzi       |
| 7  | Norvegia (bandiera)    | A     | Antonio Nusa           |
| 8  | Mali (bandiera)        | C     | Amadou Haidara         |
| 9  | Belgio (bandiera)      | A     | Johan Bakayoko         |
| 10 | Paesi Bassi (bandiera) | A     | Xavi Simons            |
| 11 | Belgio (bandiera)      | A     | Loïs Openda            |
| 13 | Austria (bandiera)     | C     | Nicolas Seiwald        |
| 14 | Austria (bandiera)     | C     | Christoph Baumgartner  |
| 16 | Germania (bandiera)    | D     | Lukas Klostermann      |
| 17 | Germania (bandiera)    | D     | Ridle Baku             |
| 18 | Belgio (bandiera)      | C     | Arthur Vermeeren       |
| 19 | Serbia (bandiera)      | D     | Kosta Nedeljković      |
| 20 | Germania (bandiera)    | C     | Assan Ouédraogo        |
| 22 | Germania (bandiera)    | D     | David Raum ()          |

| N. |                               | Ruolo | Calciatore           |
| -- | ----------------------------- | ----- | -------------------- |
| 23 | Francia (bandiera)            | D     | Castello Lukeba      |
| 24 | Austria (bandiera)            | C     | Xaver Schlager       |
| 25 | Germania (bandiera)           | P     | Leopold Zingerle     |
| 26 | Belgio (bandiera)             | P     | Maarten Vandevoordt  |
| 27 | Francia (bandiera)            | A     | Tidiam Gomis         |
| 33 | Serbia (bandiera)             | C     | Andrija Maksimović   |
| 35 | Germania (bandiera)           | D     | Max Finkgräfe        |
| 36 | Germania (bandiera)           | A     | Timo Werner          |
| 37 | Portogallo (bandiera)         | A     | André Silva          |
| 39 | Germania (bandiera)           | D     | Benjamin Henrichs    |
| 40 | Brasile (bandiera)            | A     | Rômulo               |
| 42 | Belgio (bandiera)             | A     | Joyeux Masanka Bungi |
| 44 | Slovenia (bandiera)           | C     | Kevin Kampl          |
| 45 | Macedonia del Nord (bandiera) | C     | Eljif Elmas          |
| 47 | Germania (bandiera)           | C     | Viggo Gebel          |
| 49 | Costa d'Avorio (bandiera)     | A     | Yan Diomande         |

## Calciomercato

### Sessione estiva
| Acquisti         | Acquisti         | Acquisti         | Acquisti         |
| R.               | Nome             | da               | Modalità         |
| Altre operazioni | Altre operazioni | Altre operazioni | Altre operazioni |
| R.               | Nome             | a                | Modalità         |
| ---------------- | ---------------- | ---------------- | ---------------- |

| Cessioni         | Cessioni         | Cessioni         | Cessioni         |
| R.               | Nome             | a                | Modalità         |
| Altre operazioni | Altre operazioni | Altre operazioni | Altre operazioni |
| R.               | Nome             | a                | Modalità         |
| ---------------- | ---------------- | ---------------- | ---------------- |

### Sessione invernale
| Acquisti         | Acquisti         | Acquisti         | Acquisti         |
| R.               | Nome             | da               | Modalità         |
| Altre operazioni | Altre operazioni | Altre operazioni | Altre operazioni |
| R.               | Nome             | a                | Modalità         |
| ---------------- | ---------------- | ---------------- | ---------------- |

| Cessioni         | Cessioni         | Cessioni         | Cessioni         |
| R.               | Nome             | a                | Modalità         |
| Altre operazioni | Altre operazioni | Altre operazioni | Altre operazioni |
| R.               | Nome             | a                | Modalità         |
| ---------------- | ---------------- | ---------------- | ---------------- |

## Risultati

### Bundesliga

#### Girone di andata
| Monaco di Baviera 22 agosto 2025, ore 20:30 CEST 1ª giornata | Bayern Monaco | – | RB Lipsia | Allianz Arena |

| Lipsia 30 agosto 2025, ore 15:30 CEST 2ª giornata | RB Lipsia | – | Heidenheim | Red Bull Arena |

| Magonza 13 settembre 2025, ore 15:30 CEST 3ª giornata | Magonza | – | RB Lipsia | Mewa Arena |

| Lipsia 20 settembre 2025, ore 18:30 CEST 4ª giornata | RB Lipsia | – | Colonia | Red Bull Arena |

| Wolfsburg 5ª giornata | Wolfsburg | – | RB Lipsia | Volkswagen-Arena |

| Dortmund 6ª giornata | Borussia Dortmund | – | RB Lipsia | Westfalenstadion |

| Lipsia 7ª giornata | RB Lipsia | – | Amburgo | Red Bull Arena |

| Augusta 8ª giornata | Augusta | – | RB Lipsia | WWK Arena |

| Lipsia 9ª giornata | RB Lipsia | – | Stoccarda | Red Bull Arena |

| Sinsheim 10ª giornata | Hoffenheim | – | RB Lipsia | Rhein-Neckar-Arena |

### DFB-Pokal
| Arbitro: | Jöllenbeck (Friburgo in Brisgovia) |

|                        |           |                                                     |
| Ampadu 3’ Herrmann 18’ | Marcatori | 6’ Diomande 23’ Orbán 80’ Banzuzi 90+6’ Xavi Simons |

## Statistiche
Aggiornate al 16 agosto 2025

### Statistiche di squadra
| Competizione      | Punti | In casa | In casa | In casa | In casa | In casa | In casa | In trasferta | In trasferta | In trasferta | In trasferta | In trasferta | In trasferta | Totale | Totale | Totale | Totale | Totale | Totale | DR |
| Competizione      | Punti | G       | V       | N       | P       | Gf      | Gs      | G            | V            | N            | P            | Gf           | Gs           | G      | V      | N      | P      | Gf     | Gs     | DR |
| ----------------- | ----- | ------- | ------- | ------- | ------- | ------- | ------- | ------------ | ------------ | ------------ | ------------ | ------------ | ------------ | ------ | ------ | ------ | ------ | ------ | ------ | -- |
| Bundesliga        | -     |         |         |         |         |         |         |              |              |              |              |              |              |        |        |        |        |        |        |    |
| Coppa di Germania | -     |         |         |         |         |         |         | 1            | 1            | 0            | 0            | 4            | 2            | 1      | 1      | 0      | 0      | 4      | 2      | +2 |
| Totale            | -     |         |         |         |         |         |         | 1            | 1            | 0            | 0            | 4            | 2            | 1      | 1      | 0      | 0      | 4      | 2      | +2 |

### Andamento in campionato
| Giornata  | 1 | 2 | 3 | 4 | 5 | 6 | 7 | 8 | 9 | 10 | 11 | 12 | 13 | 14 | 15 | 16 | 17 | 18 | 19 | 20 | 21 | 22 | 23 | 24 | 25 | 26 | 27 | 28 | 29 | 30 | 31 | 32 | 33 | 34 |
| --------- | - | - | - | - | - | - | - | - | - | -- | -- | -- | -- | -- | -- | -- | -- | -- | -- | -- | -- | -- | -- | -- | -- | -- | -- | -- | -- | -- | -- | -- | -- | -- |
| Luogo     |   |   |   |   |   |   |   |   |   |    |    |    |    |    |    |    |    |    |    |    |    |    |    |    |    |    |    |    |    |    |    |    |    |    |
| Risultato |   |   |   |   |   |   |   |   |   |    |    |    |    |    |    |    |    |    |    |    |    |    |    |    |    |    |    |    |    |    |    |    |    |    |
| Posizione |   |   |   |   |   |   |   |   |   |    |    |    |    |    |    |    |    |    |    |    |    |    |    |    |    |    |    |    |    |    |    |    |    |    |

Fonte:  Bundesliga - Tabelle, su bundesliga.com.
Legenda:

Luogo: C = Casa; T = Trasferta. Risultato: V = Vittoria; N = Pareggio; P = Sconfitta.

### Statistiche dei giocatori
Sono in corsivo i calciatori che hanno lasciato la società a stagione in corso.